# 5 Minut (singiel)
5 Minut, styl. 5 MINUT – singel polskiego zespołu Genzie, który został wydany 2 listopada 2021. Utwór powstał w trakcie trwania projektu „Twoje 5 Minut” przez ostatnich sześciu uczestników, tj. Hanna Puchalska, Faustyna Fugińska, Kinga Banaś, Bartek Kubicki, Loku, Mateusz. Utwór został wydany tego samego dnia, co został utworzony, na potrzebę projektu „Twoje 5 Minut”.
Nagranie otrzymało 25 września 2024 status złotej płyty.

## Nagrywanie
Utwór został wyprodukowany przez Clearminda i ddayzy'a. Za mix/mastering oraz realizację utworu odpowiada Jarosław „JARO” Baran. Tekst do utworu został napisany przez Jakuba Bireckiego.

## Twórcy
- Hanna Puchalska – wokal
- Faustyna Fugińska – wokal
- Kinga Banaś – wokal
- Bartek Kubicki – wokal
- Loku – wokal
- Mateusz – wokal
- clearmind – kompozycja, produkcja
- ddayzy – kompozycja, produkcja
- Jakub Birecki – tekst
- Jarosław Baran – mix/mastering, realizacja